# メイシーズ

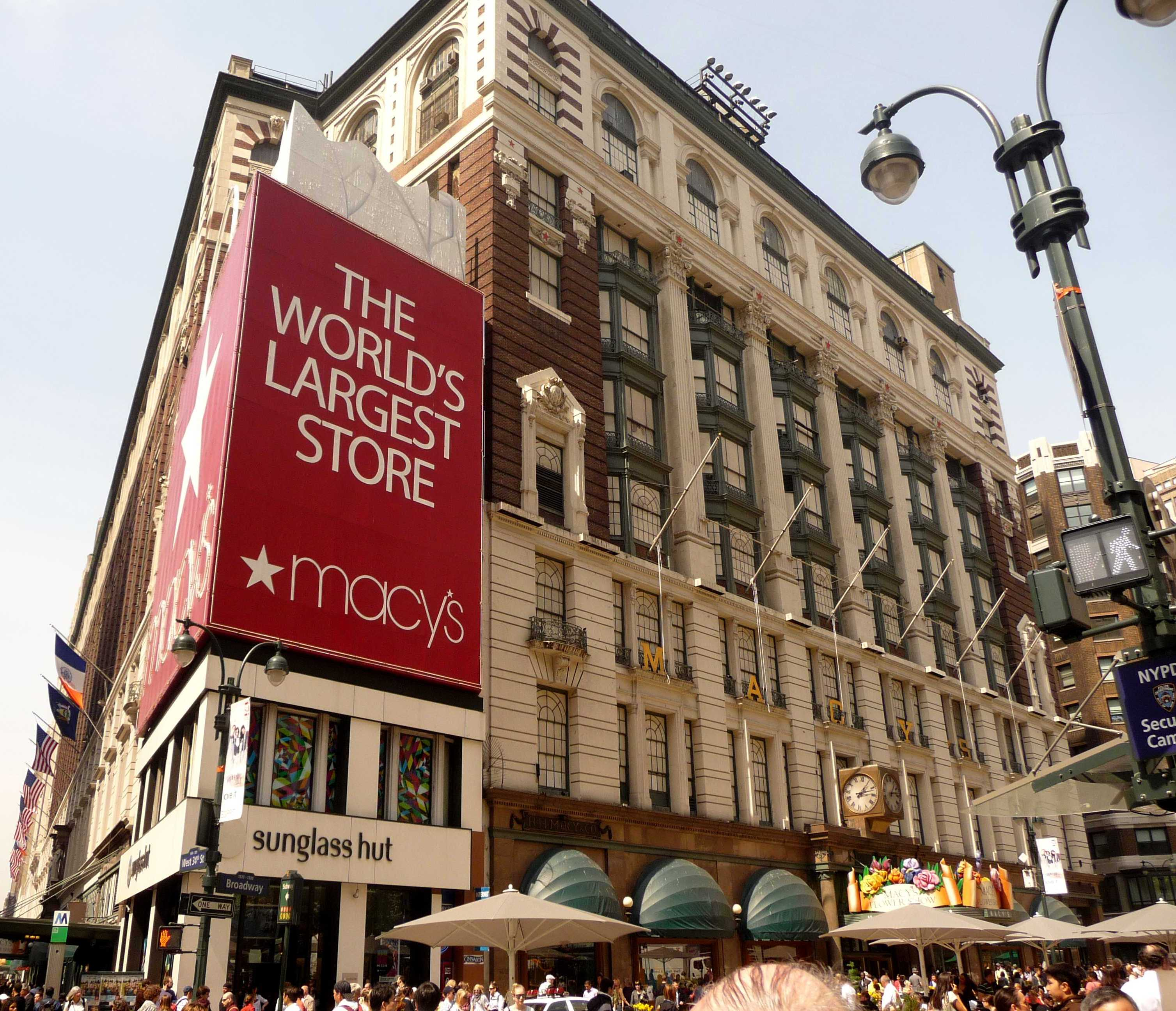
ニューヨークの店舗

メイシーズ (Macy’s) は、アメリカ合衆国ニューヨークに本部がある百貨店。オハイオ州シンシナティのR.H.メイシー社が経営している。

## 歴史
1851年にマサチューセッツ州ヘイヴァリルでローランド・ハッシー・メイシー (Rowland Hussey Macy) が創業した。オーナー社名「R.H.メイシー」。1858年にニューヨークへ移転してマンハッタンの6番街14丁目にニューヨーク最初の店舗を構えた。1902年にブロードウェーと34丁目角のヘラルド・スクエアへ移転する。その後もさらに店舗拡大を繰り返し、現在は6番街と7番街、34丁目と35丁目の各通りに囲まれた一角のすべてを占める。この旗艦店舗は19万8500平方メートルの売り場面積を誇り、2009年3月3日に韓国釜山市に新世界センタムシティ百貨店が開業するまで、百貨店の単独店舗として世界最大であった。同店に「世界最大」の座を譲った現在もニューヨーク店は世界最大の百貨店であると広告している。ヘラルド・スクエア店は、1932年の映画『モダン・タイムス』や1947年の映画『三十四丁目の奇蹟』の舞台となった。
20世紀中から、メイシーズ自ら新店舗を出店するとともに、他州に拠点を置くデパートを買収してはメイシーズの店舗に置き換えて、店舗数を拡大していった。2012年の売上高は全米のデパート・チェーンの中で最大、収益は16位であった。
2008年のリーマンショックで株価の安値を付け、その後は2012年から2015年頃まで株価は回復するが、以降は株価の下落を招いている。Amazon.comのようなネット販売に押されてのものと推測されている。2017年春には全15万8000人の従業員の内、管理職クラスが6200人、店舗運営に携わる従業員を3900人のリストラを行うと共に、63店舗を閉店する。数年以内にさらに32店舗を閉店する予定。
2024年11月25日、従業員1人が3年近くにわたり小包の配送費用など最大1億5400万ドルの経費を意図的に隠蔽していたことが発覚。四半期決算の発表を延期した。

## 店舗
2014年現在は、旗艦店のヘラルド・スクエア店 (Macy's Herald Square) を含め、全米45州およびグアムとプエルトリコに合計789店舗を展開した。メイシーズの店舗がない州は、アラスカ州、アーカンソー州、アイオワ州、ミシシッピ州、そしてネブラスカ州だけであったが、アマゾンをはじめとするeコマース市場の影響を受け、2017年から１万人を超えるリストラや不採算店舗の閉鎖を推め、2017年に店舗数が666に減少した。
長年、独立記念日にマンハッタンとブルックリンの間のイースト・リバーで行われる花火大会や、感謝祭の日の朝やクリスマスにマンハッタンで行われるパレード（メイシーズ・サンクスギヴィング・デイ・パレード）のメインスポンサーである。クリスマス前後の時季には凝った装飾のショーウィンドウを展開することで知られる。店内にサンタ・ランドというアトラクションが登場する。春にメイシーズ・フラワー・ショーを開催する。
店内のエスカレータには今では珍しい木製のものがあり、ニューヨーク市で最古級のエスカレータとして知られている。

## グループ企業
R.H.メイシー社の親会社であるMacy's Inc.（本社、オハイオ州・シンシナティ）は、同じくアメリカの百貨店チェーンであり、高級志向のブルーミングデールズ（Bloomingdale's）も所有している。